# Najden Gerov
Najden Gerov (bulharsky Найден Геров), původně Najden Gerov Hadžidobrevič (bulharsky: Найден Геров Хаджидобревич) (23. února 1823 Koprivštica – 9. října 1900 Plovdiv) byl bulharský učitel a významná osobnost bulharského obrozneckého hnutí.

## Život a dílo
Gerov byl synem Gera Dobreviče, učitele. Chodil do otcovy školy, později (v letech 1834–1836) navštěvoval řeckou školu v Plovdivě. Z ní se vrátil zpět domů na nějaký čas aby svá studia zakončil nakonec v Oděse (podobně jako řada jiných bulharských nadějných studentů i Gerov navštěvoval školu v Rusku. Po návratu zpět do Koprivštice se rozhodl založit v obci školu, kterou pojmenoval po Cyrilu a Metodějovi. Jednalo se o první moderní školu na území Bulharska, která se značně lišila od čehokoliv předchozího (např. církevní školství, připravující své žáky především na mnišský život); Gerov si byl dobře vědom potřeby vzdělání pro úspěch svého národa. Byl známý pro svůj zápal a hlavně boj proti pořečťování bulharského obyvatelstva, které tehdy vzhledem k postavení obou národů v rámci Osmanské říše čile probíhalo.
Protože sympatizoval s Rusy, musel během Krymské války z Turecka, které bylo právě se svým severním sousedem ve válce, odejít. V roce 1857, když válka skončila, se sta prvním ruským "vice-konzulem" v Plovdivu. Podporoval zájem nadaných bulharských žáků učit se a snažil se najít podporu pro jejich možnosti studovat v zahraničí. Přesvědčením byl stejně jako řada dalších bulharských revolucionářů pro osvobození země od osmanské nadvlády, avšak na rozdíl od např. Vasila Levského, nebo Ljubena Karavelova odmítal scénář všelidového povstání a naopak spoléhal na ruskou pomoc (k čemuž také v roce 1877 došlo).
Během Dubnového povstání byl považován za jednoho z organizátorů, což ho donutilo se skrývat a hledat útočiště u Rusů v Istanbulu. Při pobytu v turecké metropoli se však pokoušel i tam vydávat noviny, žádný z vydávaných titulů se však po delší dobu neudržel. Po osvobození zastával na krátkou dobu různé politické funkce, ale velmi rychle se rozhodl věnovat se raději filologii, než se podílet na řízení státu.

### Význam
Gerovovým největším přínosem pro bulharský jazyk i literaturu bylo sestavení Slovníku bulharského jazyka (Речникъ на блъгарскый языкъ). Tím vyvrcholila jeho mnohaletá práce sbírání výrazů a slov ze všech koutů Bulharska mezi prostým lidem. Slovník vycházel postupně; nejprve v Rusku vyšly první tři díly (v polovině 50. let), zbylé dva pak světlo světa spatřily v letech 1895 a 1904, poslední tedy po Gerovově smrti. Ve svém slovníku zachytil okolo 100 000 výrazů a do dnes se jedná o klíčový zdroj pro studium podoby jazyka v 19. století. Gerov také navrhl pravidla pravopisu, která však byla odmítnuta; namísto jeho etymologického přístupu k pravopisu se nakonec prosadila norma Marina Drinova (používaná až do reformy v roce 1945).